# بيت تعمر
بيت تعمر  قرية فلسطينية من قرى الضفة الغربية وتقع في محافظة بيت لحم في ، يبلغ عدد سكانها 1230 نسمة، وتقع في المنطقة التابعة للسلطة الوطنية الفلسطينية ، ولها مجلس قروي أسس عام 1996.

## الموقع
تقع القرية على بعد 5 كيلومترات إلى الجنوب الشرقي من مركز المدينة، ويحدها من الشرق بلدة زعترة، ومن الشمال والغرب هندازة، ومن الجنوب جناتة وتقوع. ترتفع القرية 645 مترا عن سطح البحر.(ص.4)

## سبب التسمية
يقال انها سميت بهذا الاسم بسبب مرور الصحابي عمر بن الخطاب رضي الله عنه الذي صلى في المكان وأسس مسجدا، ويعود تاريخ القرية إلى العام 640م، سنة بناء المسجد.(ص.5)

## السكان
بلغ عدد سكان القرية حسب إحصاءات عام 2007 ويسكن هذه القرية 1229 نسمة موزعين على 200 أسرة و242 وحدة سكنية، وتسكنها بعض عائلات الذويب والصلاحات والوحش وصومان وأبو محيميد ودنون من قبيلة التعامرة.(ص.7)

## مواقع أثرية
- مسجد عمر بن الخطاب
- بيوت عقاد قديمة
- يقع بالقرب منها جبل الفرديس

## مصدر
1. ↑  GeoNames (بالإنجليزية), 2005, QID:Q830106
2. ↑  "معلومات عن بيت تعمر على موقع geonames.org". geonames.org. مؤرشف من الأصل في 2020-04-11.
3. 1 2 3 4  "دليل قرية بيت تعمر" (PDF). أريج. مركز الأبحاث التطبيقية - القدس / أريج. 2010. مؤرشف من الأصل (PDF) في 2018-08-29. اطلع عليه بتاريخ 2021-04-02.